# 1469 w polityce
Wydarzenia polityczne w 1469 roku.
- kwiecień - wojna Dwóch Róż: w Yorkshire wybucha rebelia kierowana przez Robina z Redesdale, inspirowana przez Richarda Neville[1].
- 26 lipca - wojna Dwóch Róż: wygrana przez buntowników bitwa pod Danes Moor osłabia władzę Edwarda IV[1].
- 29 lipca - wojna Dwóch Róż: król Edward IV poddaje się buntownikom, a władzę w Anglii przejmuje Richard Neville, hrabia Warwick[2].

## Urodzili się
- 3 maja – Niccolò Machiavelli, włoski pisarz[3].

## Zmarli
- Montezuma I, władca imperium Azteków[4].